# José de Frisinga
José de Frisinga (Baviera — Frisinga, 17 de janeiro de 764), foi bispo de Frisinga, e um dos mais importantes prelados da Baviera no século VIII.